# Internazionali d'Italia 2007 - Qualificazioni singolare maschile
Le qualificazioni del singolare maschile degli Internazionali d'Italia 2007 sono state un torneo di tennis preliminare per accedere alla fase finale della manifestazione. I vincitori dell'ultimo turno sono entrati di diritto nel tabellone principale. In caso di ritiro di uno o più giocatori aventi diritto a questi sono subentrati i lucky loser, ossia i giocatori che hanno perso nell'ultimo turno ma che avevano una classifica più alta rispetto agli altri partecipanti che avevano comunque perso nel turno finale.
Le qualificazioni prevedevano 28 partecipanti di cui 7 sono entrati nel tabellone principale.

## Teste di serie
1. Guillermo Cañas (Qualificato)
2. Maks Mirny (primo turno)
3. Kristof Vliegen (primo turno)
4. Rubén Ramírez Hidalgo (ultimo turno)
5. Albert Montañés (Qualificato)
6. Nicolás Massú (Qualificato)
7. Juan Martín del Potro (primo turno)

1. Michaël Llodra (primo turno)
2. Amer Delić (Qualificato)
3. Tejmuraz Gabašvili (Qualificato)
4. Florent Serra (ultimo turno)
5. Andreas Seppi (ultimo turno)
6. Óscar Hernández (Qualificato)
7. Ivo Karlović (ultimo turno)

## Qualificati
1. Guillermo Cañas
2. Óscar Hernández
3. Tejmuraz Gabašvili
4. Michaël Llodra

1. Albert Montañés
2. Nicolás Massú
3. Amer Delić

## Tabellone

### Legenda
| - Q = Qualificato - WC = Wild card - LL = Lucky loser | - ALT = Alternate - SE = Special Exempt - PR = Protected Ranking | - w/o = Walkover - r = Ritirato - d = Squalificato |

### Sezione 1
|  | Primo turno | Primo turno      | Primo turno      | Primo turno | Primo turno |  |  | Ultimo turno | Ultimo turno    | Ultimo turno | Ultimo turno | Ultimo turno |  |
|  |             |                  |                  |             |             |  |  |              |                 |              |              |              |  |
|  | 1           | Guillermo Cañas  | Guillermo Cañas  | 6           | 6           |  |  |              |                 |              |              |              |  |
|  |             | Alessio Di Mauro | Alessio Di Mauro | 2           | 2           |  |  | 1            | Guillermo Cañas | 6            | 4            | 6            |  |
|  | 11          | Florent Serra    | Florent Serra    | 6           | 6           |  |  | 11           | Florent Serra   | 4            | 6            | 3            |  |
|  |             | Thomas Fabbiano  | Thomas Fabbiano  | 2           | 2           |  |  |              |                 |              |              |              |  |

### Sezione 2
|  | Primo turno | Primo turno     | Primo turno     | Primo turno | Primo turno |  |  | Ultimo turno | Ultimo turno    | Ultimo turno    | Ultimo turno | Ultimo turno |  |
|  |             |                 |                 |             |             |  |  |              |                 |                 |              |              |  |
|  |             | Igor' Kunicyn   | 6               | 5           | 6           |  |  |              |                 |                 |              |              |  |
|  | 2           | Maks Mirny      | 4               | 7           | 2           |  |  |              | Igor' Kunicyn   | Igor' Kunicyn   | 2            | 4            |  |
|  | 13          | Óscar Hernández | Óscar Hernández | 6           | 6           |  |  | 13           | Óscar Hernández | Óscar Hernández | 6            | 6            |  |
|  |             | Alberto Martín  | Alberto Martín  | 2           | 1           |  |  |              |                 |                 |              |              |  |

### Sezione 3
|  | Primo turno | Primo turno        | Primo turno        | Primo turno | Primo turno |  |  | Ultimo turno | Ultimo turno       | Ultimo turno       | Ultimo turno | Ultimo turno |  |
|  |             |                    |                    |             |             |  |  |              |                    |                    |              |              |  |
|  |             | Federico Luzzi     | 6                  | 5           | 7           |  |  |              |                    |                    |              |              |  |
|  | 3           | Kristof Vliegen    | 2                  | 7           | 6           |  |  |              | Federico Luzzi     | Federico Luzzi     | 1            | 5            |  |
|  | 10          | Tejmuraz Gabašvili | Tejmuraz Gabašvili | 6           | 7           |  |  | 10           | Tejmuraz Gabašvili | Tejmuraz Gabašvili | 6            | 7            |  |
|  |             | Janko Tipsarević   | Janko Tipsarević   | 4           | 5           |  |  |              |                    |                    |              |              |  |

### Sezione 4
|  | Primo turno | Primo turno           | Primo turno     | Primo turno | Primo turno |  |  | Ultimo turno | Ultimo turno          | Ultimo turno          | Ultimo turno | Ultimo turno |  |
|  |             |                       |                 |             |             |  |  |              |                       |                       |              |              |  |
|  | 4           | Rubén Ramírez Hidalgo | 6               | 2           | 6           |  |  |              |                       |                       |              |              |  |
|  |             | Davide Sanguinetti    | 4               | 6           | 4           |  |  | 4            | Rubén Ramírez Hidalgo | Rubén Ramírez Hidalgo | 4            | 1            |  |
|  |             | Michaël Llodra        | Michaël Llodra  | 6           | 6           |  |  |              | Michaël Llodra        | Michaël Llodra        | 6            | 6            |  |
|  | 8           | Michael Russell       | Michael Russell | 4           | 1           |  |  |              |                       |                       |              |              |  |

### Sezione 5
|  | Primo turno | Primo turno     | Primo turno     | Primo turno | Primo turno |  |  | Ultimo turno | Ultimo turno    | Ultimo turno    | Ultimo turno | Ultimo turno |  |
|  |             |                 |                 |             |             |  |  |              |                 |                 |              |              |  |
|  | 5           | Albert Montañés | Albert Montañés | 6           | 6           |  |  |              |                 |                 |              |              |  |
|  |             | Victor Hănescu  | Victor Hănescu  | 4           | 4           |  |  | 5            | Albert Montañés | Albert Montañés | 7            | 6            |  |
|  |             | Andreas Seppi   | 1               | 6           | 6           |  |  |              | Andreas Seppi   | Andreas Seppi   | 62           | 4            |  |
|  | 12          | Vince Spadea    | 6               | 2           | 4           |  |  |              |                 |                 |              |              |  |

### Sezione 6
|  | Primo turno | Primo turno     | Primo turno     | Primo turno | Primo turno |  |  | Ultimo turno | Ultimo turno  | Ultimo turno | Ultimo turno | Ultimo turno |  |
|  |             |                 |                 |             |             |  |  |              |               |              |              |              |  |
|  | 6           | Nicolás Massú   | Nicolás Massú   | 6           | 6           |  |  |              |               |              |              |              |  |
|  |             | Alejandro Falla | Alejandro Falla | 4           | 4           |  |  | 6            | Nicolás Massú | 62           | 7            | 7            |  |
|  | 14          | Ivo Karlović    | Ivo Karlović    | 7           | 6           |  |  | 14           | Ivo Karlović  | 7            | 65           | 6(0)         |  |
|  |             | Stefano Galvani | Stefano Galvani | 5           | 3           |  |  |              |               |              |              |              |  |

### Sezione 7
|  | Primo turno | Primo turno           | Primo turno           | Primo turno | Primo turno |  |  | Ultimo turno | Ultimo turno  | Ultimo turno | Ultimo turno | Ultimo turno |  |
|  |             |                       |                       |             |             |  |  |              |               |              |              |              |  |
|  |             | Fabio Fognini         | Fabio Fognini         | 6           | 0           |  |  |              |               |              |              |              |  |
|  | 7           | Juan Martín del Potro | Juan Martín del Potro | 4           | 0r          |  |  |              | Fabio Fognini | 7            | 2            | 4            |  |
|  | 9           | Amer Delić            | 7                     | 3           | 6           |  |  | 9            | Amer Delić    | 5            | 6            | 6            |  |
|  |             | Luis Horna            | 5                     | 6           | 4           |  |  |              |               |              |              |              |  |